# Perophora tokarae
Perophora tokarae är en sjöpungsart som beskrevs av author unknown. Perophora tokarae ingår i släktet Perophora och familjen Perophoridae. Inga underarter finns listade i Catalogue of Life.